# Shaun Berrigan
Shaun Berrigan, né le 4 novembre 1978 à Brisbane, est un ancien professionnel de rugby à XIII australien polyvalent puisqu'il a joué au poste de centre, talonneur, demi d'ouverture ou demi de mêlée. Il est originaire de l'état de Queensland (Australie). Après avoir évolué de 1999 à 2007 au Brisbane Broncos en National Rugby League, il part à Hull FC dans la Super League, club qu'il quitte en 2010.
International australien (13 sélections), il a également pris part au State of Origin avec les Queensland Maroons.
Il prend sa retraite en 2013 à l'âge de 34 ans, afin de s'occuper de sa fille, atteinte d'autisme.